# Bốc Đáp Thất Lý
Bốc Đáp Thất Lý（tiếng Mông Cổ: ᠪᠤᠳᠢᠰᠢᠷᠢ, Chuyển tự Latinh: Buddhašri；tiếng Hoa: 卜答失里; 1305 - 1340), nguyên phối và là chính thất Hoàng hậu của Nguyên Văn Tông Đồ Thiếp Mục Nhi, Hoàng đế thứ 8 và thứ 10 của triều Nguyên trong lịch sử Trung Quốc.
Bà là vị Trung cung Hoàng hậu duy nhất tại ngôi hai lần trong lịch sử nhà Nguyên, vì Nguyên Văn Tông từng thoái vị nhường ngôi cho huynh trưởng là Nguyên Minh Tông, không lâu sau giết Minh Tông đoạt ngôi. Văn Tông mất, Bốc Đáp Thất Lý trở thành Hoàng thái hậu nhiếp chính từ lúc Nguyên Ninh Tông đăng cơ đến khi Nguyên Huệ Tông làm Hoàng đế được một năm. Sau đó, Huệ Tông tôn bà làm Thái hoàng thái hậu và nắm lại triều chính, bà mất dần quyền lực mãi đến khi bị ban chết năm 1340.
Trong hậu cung nhà Nguyên, bà là một trong hai vị Hoàng hậu duy nhất được ghi nhận nhiếp chính, người kia là Bát Bất Hãn, Hoàng hậu của Nguyên Thái Định Đế. Bà cũng là Hoàng hậu duy nhất đạt ngôi vị Thái hoàng thái hậu, trở thành Thái hoàng thái hậu thứ hai và cũng là cuối cùng của triều Nguyên; người đầu tiên là Đáp Kỷ, tổ mẫu của bà và 3 vị Hoàng đế Nguyên Anh Tông, Nguyên Văn Tông, Nguyên Minh Tông.

## Xuất thân
Bốc Đáp Thất Lý thuộc bộ tộc Hoằng Cát Lạt thị (弘吉剌氏). Thân phụ là Phò mã Điêu Á Bất Lạt (雕阿不剌), giữ tước Lỗ vương (鲁王). Thân mẫu là Lỗ quốc Công chúa Tang Ca Lạt Cát (桑哥剌吉), con gái của Đáp Lạt Ma Bát Lạt và Thái hoàng thái hậu Đáp Kỷ, cũng là chị em ruột của Nguyên Vũ Tông và Nguyên Nhân Tông.
Xét vai vế gia tộc, Bốc Đáp Thất Lý có quan hệ với nhiều thành viên hoàng thất: là cháu gọi Đáp Lạt Ma Bát Lạt và Đáp Kỷ bằng ông bà ngoại; gọi Nguyên Vũ Tông, Nguyên Nhân Tông, Nguyên Thái Định Đế bằng cậu; và là chị em họ của Nguyên Văn Tông, Nguyên Minh Tông, Nguyên Thiên Thuận Đế, Nguyên Anh Tông, Hoàng hậu Tốc Ca Bát Lạt, Hoàng hậu Diệc Liên Chân Bát Lạt. Đối với Nguyên Ninh Tông và Nguyên Huệ Tông, bà vừa là đường cô, vừa là thím của họ. Bà là một trong những vị Hoàng hậu nhà Nguyên có thân thế tôn quý khi là họ hàng của nhiều đời Hoàng hậu, Hoàng đế.
Không rõ năm bà gả cho Nguyên Văn Tông Đồ Thiếp Mục Nhi, chỉ biết khi đó ông là Hoài vương (懷王) ở Giang Linh, do bị Thái hậu Đáp Kỷ đuổi khỏi cung cùng anh trai Hòa Thế Lạt. Có thể bà được sơ phong Hoài vương phi (懷王妃).

## Đại Nguyên Hoàng hậu
Năm 1328, Đồ Thiếp Mục Nhi thuận lợi giành ngai vàng từ Thiên Thuận Đế, lấy hiệu Nguyên Văn Tông. Ông lập Vương phi Bốc Đáp Thất Lý làm Hoàng hậu.
Tuy nhiên năm sau (1329), Văn Tông nhường ngôi cho Hòa Thế Lạt, tức Nguyên Minh Tông. Ông được Minh Tông phong Hoàng thái đệ, còn bà là Thái đệ phi. Ngày 8 tháng 9 năm đó, Văn Tông phục vị sau khi giết anh đoạt ngôi. Bốc Đáp Thất Lý lại trở thành Đại Nguyên Hoàng hậu, cử hành lễ phong và nhận sách, bảo.
Năm Thiên Lịch thứ 3 (1330), Hoàng hậu hạ sinh Đích trưởng tử A Lạt Thắc Nạp Đáp Lạt (阿剌忒纳答剌; Aradnadara). Văn Tông rất vui, đích thân đại xá thiên hạ. Tháng giêng năm sau, Hoàng tử được phong Hoàng thái tử. Vì muốn dè chừng gia quyến Minh Tông, bà xử tử vợ ông, Hoàng hậu Bát Bất Sa và đày con trai ông là Thỏa Hoan Thiết Mộc Nhi đến Cao Ly để bảo đảm ngôi vị cho con mình. Thế nhưng tháng sau Thái tử chết yểu. Đế-Hậu vô cùng đau xót, lập tức gửi hai người con là Cổ Nạp Đáp Lạt (古纳答剌, Gunadara) cho Yên Thiếp Mộc Nhi nuôi nấng, đổi tên Yên Thiếp Cổ Tư và bắt nhận Yên Thiếp Mộc Nhi làm cha; người con còn lại là Bảo Ninh (宝宁, Baoning) được gửi cho một nông dân nhận nuôi, đổi tên Thái Bình Nột. Tuy nhiên Thái Bình Nột cũng mất sớm. Tin chắc đây là điềm gở, Văn Tông bắt đầu ân hận việc ám sát huynh trưởng năm xưa, quyết truyền ngôi cho hậu duệ của Minh Tông để chuộc lỗi.

## Đại Nguyên Hoàng thái hậu
Năm Chí Thuận thứ 3 (1332), ngày 2 tháng 9 Nguyên Văn Tông băng hà. Mặc dù Yên Thiếp Cổ Tư còn sống nhưng Hoàng hậu vẫn ủng hộ di nguyện của ông, lập con trai 6 tuổi của Nguyên Minh Tông là Ý Lân Chất Ban làm Tân đế, do Trưởng tử của Minh Tông là Thỏa Hoan Thiết Mục Nhĩ đang ở xa kinh thành.
Ý Lân Chất Ban đăng cơ, tức Nguyên Ninh Tông. Bốc Đáp Thất Lý được tôn Hoàng thái hậu, trở thành nhiếp chính cho tiểu Hoàng đế. Tuy nhiên 2 tháng sau Ninh Tông băng hà. Yên Thiếp Mộc Nhi và đồng bọn muốn tôn Yên Thiếp Cổ Tư kế vị, song Thái hậu phản đối:"Thiên địa quan trọng biết mấy, con của ta còn nhỏ tuổi sao có thể đảm nhận. Thỏa Hoan Thiết Mục Nhĩ ở Quảng Tây, năm nay đã 13 tuổi; lại là Trưởng tử của Minh Tông, theo lễ có thể được lập". Nói xong, Thái hậu liền sai người sang Tĩnh Giang đón Thỏa Hoan Thiết Mục Nhĩ về Đại Đô lên ngôi, tức Nguyên Huệ Tông.
Yên Thiếp Mộc Nhi mưu đồ hại Huệ Tông, cũng chính viên đại thần này phụng mệnh Văn Tông ám sát Minh Tông. Thế nhưng phe ủng hộ Huệ Tông đã giúp hành quyết Yên Thiếp Mộc Nhi kịp lúc.

## Đại Nguyên Thái hoàng thái hậu
Nguyên Thống nguyên niên (1333), Huệ Tông tấn tôn Hoàng thái hậu Bốc Đáp Thất Lý làm Thái hoàng thái hậu.
Điều này có chút mâu thuẫn, vì khi xưa Ninh Tông nhập Đại tông và kế thừa ngai vàng với tư cách ["Con của Văn Tông"]. Huệ Tông là huynh trưởng cùng thế hệ với Ninh Tông, chắc chắn kế vị với tư cách tương tự. Bốc Đáp Thất Lý là Hoàng hậu của Văn Tông, ["Mẫu hậu"] trên danh nghĩa của Ninh Tông và Huệ Tông, hơn hai vị Hoàng đế một thế hệ. Tuy nhiên Thái hoàng thái hậu là danh xưng dành cho ["Tổ mẫu"], người hơn Hoàng đế hai thế hệ, vì vậy Bốc Đáp Thất Lý không phải là Thái hoàng thái hậu đúng nghĩa. Sử sách không giải thích nguyên nhân bà được tấn tôn, song nhìn chung có hai cách lý giải:
- Huệ Tông là người Mông Cổ, không rành quy chế Hậu cung người Hán, mặc định tấn tôn Thái hoàng thái hậu cho vị Chính hậu trải qua hai đời Tiên đế. Điều này là không thể, vì bản thân Văn Tông có kiến thức sâu rộng về ngôn ngữ và lịch sử Trung Quốc, ông trọng Nho giáo, hướng người Mông Cổ và Hồi giáo thực hành phong tục Trung Quốc, nên triều đình thời Văn Tông và cả Bốc Đáp Thất Lý phải rất rành về quy chế Hậu cung người Hán và khuyên nhủ Huệ Tông.
- Huệ Tông muốn nhân cơ hội tước quyền nhiếp chính của Thái hậu Bốc Đáp Thất Lý, vì từ các triều tại trước đến nay, hầu như Thái hoàng thái hậu không được công khai can chính do bên dưới đã có Hoàng thái hậu. Đó là lý do thời Hán Tiền Thiếu Đế nhà Hán, Lã thái hậu không nhận phong hiệu Thái hoàng thái hậu dù là ["Đế Tổ mẫu"], cũng không tấn tôn Mẫu hậu Tân đế là Trương hoàng hậu làm Hoàng thái hậu. Cách lý giải này có vẻ thuyết phục hơn, vì sau khi tấn tôn Thái hoàng thái hậu, Bốc Đáp Thất Lý không còn được tham gia triều chính. Toàn bộ đại quyền dần bị Huệ Tông kiểm soát.

Bốc Đáp Thất Lý là vị Trung cung Hoàng hậu duy nhất của nhà Nguyên được tấn tôn Thái hoàng thái hậu. Dù trước đó có Thái hoàng thái hậu Đáp Kỷ, song Đáp Kỷ chưa hề làm Hoàng hậu mà được tôn Hoàng thái hậu dưới thời Nguyên Nhân Tông, rồi Thái hoàng thái hậu dưới thời Nguyên Anh Tông. Bà là một trong hai vị Thái hoàng thái hậu duy nhất của triều Nguyên, và cũng là vị Thái hoàng thái hậu cuối cùng trước khi triều đại kết thúc.

## Cái chết
Năm Chí Nguyên thứ 5 (1340), Huệ Tông phế bỏ danh hiệu Thái hoàng thái hậu của Bốc Đáp Thất Lý, đày bà và Yên Thiếp Cổ Tư đến Đông An Châu (nay là Lang Phường thuộc tỉnh Hà Bắc). Không lâu sau ban chết cho mẫu tử bà, khi đó bà 36 tuổi.
Cái chết của Thái hậu cho thấy dù Huệ Tông được bà ủng lập đăng cơ, ông chưa bao giờ quên mối thâm thù xưa. Phu quân bà giết cha Huệ Tông để đoạt ngôi, cũng chính bà sai Thái giám giết mẹ kế Huệ Tông là Bát Bất Sa Hoàng hậu. Việc làm của Huệ Tông vừa để thanh trừng phe cánh của Thái hậu, vừa để báo thù cho cha mẹ.

## Gia tộc
- Ông ngoại: Đáp Lạt Ma Bát Lạt, cháu nội Nguyên Thế Tổ Hốt Tất Liệt, truy phong Nguyên Thuận Tông.
- Bà ngoại: Thái hoàng thái hậu Đáp Kỷ, truy phong Chiêu Hiến Nguyên Thánh Hoàng hậu.
- Thân phụ: Lỗ vương Điêu Á Bất Lạt (鲁王雕阿不剌), phò mã.
- Thân mẫu: Lỗ quốc Công chúa Tang Ca Lạt Cát (桑哥剌吉).
- Cậu ruột:

1. Ngụy vương A Mộc Ca, huynh trưởng của Tang Ca Lạt Cát;
2. Nguyên Vũ Tông Hải Sơn, huynh trưởng của Tang Ca Lạt Cát:
  - Nguyên Minh Tông Hòa Thế Lạt;
  - Nguyên Văn Tông Đồ Thiếp Mục Nhĩ.
3. Nguyên Nhân Tông Ái Dục Lê Bạt Lực Bát Đạt, đệ đệ của Tang Ca Lạt Cát:
  - Nguyên Anh Tông Thạc Đức Bát Lạt.

- Cậu / dì họ:

1. Nguyên Thái Định Đế Dã Tôn Thiết Mộc Nhi, đường huynh của Tang Ca Lạt Cát:
  - Nguyên Thiên Thuận Đế A Tốc Cát Bát.
2. Thọ Ninh Công chúa (寿宁公主), đường tỷ của Tang Ca Lạt Cát:
  - Bát Bất Sa, Hoàng hậu của Nguyên Minh Tông;
  - Tát Đáp Bát Lạt, Hoàng hậu của Nguyên Thái Định Đế;
3. Xương Quốc Công chúa Ích Lý Hải Nha (益里海雅), đường tỷ của Tang Ca Lạt Cát:
  - Tốc Ca Bát Lạt, Hoàng hậu của Nguyên Anh Tông;
  - Diệc Liên Chân Bát Lạt, Hoàng hậu của Nguyên Thái Định Đế.

- Phu quân: Nguyên Văn Tông Đồ Thiếp Mục Nhĩ.
- Hậu duệ:

1. A Lạt Thắc Nạp Đáp Lạt (阿剌忒纳答剌; Aradnadara; 1330 - 1331), phong Thái tử năm 1331, chết yểu.
2. Cổ Nạp Đáp Lạt (古纳答剌, Gunadara; ? - 9 tháng 8, 1340), sau cái chết của Thái tử thì giao Yên Thiếp Mộc Nhi nhận làm con, đổi tên Yên Thiếp Cổ Tư (燕帖古思).
3. Bảo Ninh (宝宁, Baoning; ? - ?), sau cái chết của Thái tử thì giao một nông dân nhận nuôi, đổi tên Thái Bình Nột (太平讷, Taipingna) song vẫn chết yểu.

- Cháu họ:

1. Nguyên Huệ Tông Thỏa Hoan Thiếp Mục Nhĩ, con trai Nguyên Minh Tông;
2. Nguyên Ninh Tông Ý Lân Chất Ban, con trai Nguyên Minh Tông.

## Trong văn hóa đại chúng
| Năm  | Phim điện ảnh và truyền hình | Diễn viên     | Nhân vật                 |
| 2013 | 《Hoàng hậu Ki》             | Kim Seo Hyung | Hoàng Thái hậu Budashiri |